# Duits-Witu
Duits-Witu (Duits: Deutsch-Witu; ook Witu, Wituland, Witu-Land, Witugebiet, Vitu) was van 1885 tot 1890 een kolonie van het Duitse Keizerrijk in Oost-Afrika. In 1890 werd het gebied Brits als het Witu-protectoraat.

## Geschiedenis
Het gebied kwam in Duitse handen omdat de sultan van Witu, Ahmad ibn Fumo Bakari, die een conflict met het sultanaat Zanzibar had, zijn land onder protectie van Pruisen wilde stellen. Ahmad bood dit reeds in 1867 aan de ontdekkingsreiziger Richard Brenner aan, maar Pruisen was op dat moment niet geïnteresseerd. Na de stichting van het Duitse Keizerrijk in 1871 was dit land echter hard bezig zijn koloniale achterstand in te halen. Op 8 april 1885 droeg Ahmad via een verdrag zijn soevereiniteit over aan de ontdekkingsreizigers Clemens en Gustav Denhardt uit Zeitz. De gebroeders Denhardt verzochten Duitsland hierop het gebied onder zijn protectie te stellen.
Het Verenigd Koninkrijk, dat geen verdere Duitse koloniën in Afrika wilde dulden, steunde hierop de sultan van Zanzibar, maar nadat rijkskanselier Otto von Bismarck Duitse troepen Witu had laten binnenrukken, was het Duitse protectoraat op 27 mei 1885 een feit. Sultan Ahmad benoemde Clemens Denhardt uit dank tot minister van Binnen- en Buitenlandse Zaken.
Hoewel het Duitse bewind met open armen was ontvangen, ging het de kolonie niet voor de wind. Een aanval van Somalië in 1886 kon worden afgeslagen. De Deutsche Witu-Gesellschaft maakte echter geen winst en Duitsland stond Witu en Zanzibar in het Zanzibarverdrag van 1890 af aan het Verenigd Koninkrijk. Witu maakte sindsdien deel uit van Brits Oost-Afrika.
De inheemse bevolking protesteerde fel tegen het feit dat Duitsland zijn belofte brak. Het kwam tot bloedige rellen waarbij verschillende Duitsers omkwamen. De gebroeders Denhardt wisten de kolonie ternauwernood te ontvluchten. Een Britse strafexpeditie sloeg de opstand keihard neer en maakte de hoofdstad Witu met de grond gelijk. Sultan Ahmads opvolger Fumo Bakari ibn Ahmad werd gevangengenomen en stierf kort daarop aan vergiftiging.

## Sultans onder het Duitse bewind
- 1858-1888: Ahmad ibn Fumo Bakari (sinds 1885 onder Duitse soevereiniteit)
- 1888-1890: Fumo Bakari ibn Ahmad